# Gottfried Salzmann
Pour les articles homonymes, voir Salzmann.
 (novembre 2009).
Si vous disposez d'ouvrages ou d'articles de référence ou si vous connaissez des sites web de qualité traitant du thème abordé ici, merci de compléter l'article en donnant les références utiles à sa vérifiabilité et en les liant à la section « Notes et références ».
Gottfried Salzmann, né le 26 mars 1943 à Saalfelden près de Salzbourg en Autriche est un peintre autrichien. Il vit et travaille en France (entre Paris et Vence) depuis 1965.

## Biographie
Gottfried Salzmann est né le 26 mars 1943 à Saalfelden.
Il étudie de 1963 à 1965 à l’école des beaux-arts de Vienne puis, de 1965 à 1968, aux Beaux-Arts de Paris.
Il expose pour la première fois en 1969 à Salzbourg.
À l'origine il est surtout aquarelliste.
En plus de peindre à l’aquarelle, il est aussi un dessinateur, un graveur et un photographe ; il lui arrive de peindre sur ses photos quand il délaisse l'aquarelle.
En 1989, il a illustré par lithographies Situations de New York de Jean-Paul Sartre (édition Les Bibliophiles de France).

### Prix
- 1972 : Prix de dessin David-Weill, Paris – Prix Theodor Körner, Vienne
- 1975 : Grand prix de dessin de la « Salzburger Wirtschaftskammer »
- 1977 : 1er prix international pour l’aquarelle à Rome

## Expositions

### Expositions personnelles
- Allemagne : Krefeld (Galerie Peerlings), Düsseldorf (Galerie Walther), Cologne (Galerie Boisserée), Munich (Galerie Gunzenhauser, Galerie Seifert-Binder), Hambourg (Galerie Lochte), Trèves (Galerie Palais Walderdorff), Darmstadt (Galerie Netuschil), Francfort, Stuttgart, Mayence, Schweinfurt, Nüremberg (photographies), Aix-la-Chapelle
- Angleterre : Londres (Albermale Gallery)
- Autriche : Vienne (Galerie Würthle, Galerie Stubenbastei, Galerie Contact), Salzbourg (Galerie Welz), Linz (Oberösterreichisches Kunstverein, Galerie Grüner, Galerie Figl), Steyr, Innsbruck (Galerie Bloch, Galerie Maier), Lusteneau (Galerie Neufeld), Klagenfurt (Künsterhaus, Galerie Slama), Graz, Bozen
- Belgique : Bruxelles
- États-Unis : New York (Austrian Institut, K.P.F. Gallery, Franklin Bowles Gallery), Washington DC (Bader Gallery)
- France : Paris (Galerie Flak, Galerie de l’Atelier Lambert, Galerie l’Œil Sévigné, Hôtel de Ville, Galerie Nichido, Galerie Étienne de Causans, Galerie Arcturus, Rouen (Centre d’Art Contemporain), Aix-la-Chapelle, Amiens (Maison de la Culture), Deauville, Tours
- Hongrie : Budapest
- Japon : Tokyo (Galerie Nichido), Fukuoka (Galerie Nichido)
- Liechtenstein : Vaduz (Galerie Haas)
- Philippines : Manille
- Pologne :Varsovie
- Suisse : Berne (Galerie Vita), Bâle, Lausanne, Fribourg (Galerie Ollier)

### Dernières expositions
- 2009 :
  - Galerie New Art City, Lille
  - gravures, photo-fortes, aquarelles, Métairie Bruyère, Parly (89240)

### Expositions dans les musées[4]
- 1973 : Maison de la culture d’Amiens
- 1982 : Albertina Museum, Vienne
- 1987 : Städtliche Sammlungen Schweinfurt
- 1991 : Oberösterreichisches Landesmuseum Linz ; Metropolitan Museum de Manille ; Musée d’Art Moderne du Rupertinium de Salzbourg
- 1993 : Musée de la Seita, Paris
- 1996 : Centre d’art contemporain de Rouen (avec Nicole Bottet)
- 1998 : Palais Bénédictine, Fécamp
- 2001 : Musée de Saint-Maur-des-Fossés, La Varenne
- 2003 : Musée Carolino Augusteum de Salzbourg
- 2006 : Inauguration de la salle Gottfried Salzmann[5] au Musée Carolino Augusteum devenu à cette même date le Salzburg Museum[6]
- 2010-2011 : Participation à l'exposition WEGGEFÄHRTEN, Collection Essl, Klosterneuburg[7]

### Foires d'art contemporain
Alexandrie, Cologne, Düsseldorf, Bâle, Vienne, FIAC Paris, Washington, Los Angeles, Stockholm, Hong-Kong, Gand, Francfort, Strasbourg, Art Paris (Galerie Arcturus)

### Collections publiques[4]
Autriche
- Albertina Museum, Vienne
  - Paysage (non daté) huile sur toile (40 × 57 cm)[8]
  - Paysage (non daté) aquarelle (35 × 50 cm)[9]
  - Cimetière de voitures (1971) aquarelle (31 × 50 cm)[10]
  - Remorqueur (1973) aquarelle (30 × 49 cm)[11]
  - Paysage (1974) huile sur toile (42 × 55 cm)[12]
  - Vienne (1974) aquarelle (33 × 48 cm)[13]
  - Paysage avec étang (1975) aquarelle (34 × 50 cm)[14]
  - St.Palais (1976-1978) huile sur toile (49 × 64 cm)[15]
  - Paysage aquatique étendu (1978) aquarelle (35 × 50 cm)[16]
  - Paysage de la Champagne (1978) aquarelle (34,8 × 50 cm)[4]
  - Avec de l'Eau et des Buissons (1979) aquarelle (35 × 50 cm)[17]
  - Usine en nuances de brun (vers 1980) aquarelle (12 × 17 cm)[18]
  - Parc en nuances de vert (vers 1980) aquarelle (12 × 17 cm)[19]
  - Avec Vue sur le Mönchberg (vers 1980) aquarelle (33 × 47 cm)[20]
  - Château sur la Loire (vers 1980) aquarelle (50 × 64 cm)[21]
  - Champs, France (1980) aquarelle (35 × 50 cm)[22]
  - Reflets (vers 1981) aquarelle (35 × 50 cm)[23]
  - New York (1984) aquarelle (35 × 47 cm)[24]
  - New York (1984) aquarelle (65 × 50 cm)[25]
  - New York (1984) aquarelle (65 × 50 × 2 cm)[26]
  - New York (1984) aquarelle (65 × 50 × 2 cm)[27]
  - New York (1984) aquarelle (50 × 65 cm)[28]
  - New York-26.9.1984. (1984) aquarelle (65 × 50 cm)[29]
  - New York-Stores (1984) aquarelle (47 × 59 cm)[30]
  - New York-Palace (1984) aquarelle (46 × 29 cm)[31]
  - Réflexion I-New York (1984) aquarelle (50 × 65 cm)[32]
  - New York-New Zenith (1984) aquarelle (65 × 50 cm)[33]
  - New York-Réflexions II (1984) aquarelle (50 × 65 cm)[34]
  - Passage (1984) triptyque, aquarelle (121 × 498 cm)[35]
  - La Géode-Paris (1988) aquarelle (29 × 46 cm)[36]
  - Völklingen (1988) aquarelle (29 × 46 cm)[37]
  - New York (2001) encre de Chine, craies sur collage photo (160 × 114 cm)[38]
  - Arles (2005) aquarelle (65 × 50 cm)[39]
  - Arles (2005) aquarelle (65 × 50 cm)[40]
  - Nîmes (2005) aquarelle (47 × 30 cm)[41]
  - Tarascon (2005) aquarelle (65 × 50 cm)[42]
  - New York, Bus Lane (2006) acrylique, laque (146 × 98 cm)[43]
- Museum der Moderne Rupertinum, Salzbourg
- Museum Carolino Augusteum / Salzburg Museum, Salzbourg
  - Rouen, la Cathédrale - Reflets (1977) quadriptyque, huile sur toile 4 x (130 × 89 cm)[4]
  - Demi-store (1981) aquarelle (77 × 56 cm)[4]
  - Les Paysages (1986) aquarelle, acrylique et fusain (105 × 304 cm)[4]
  - NewYork, Midtown II (1995) aquarelle (74,8 × 55,1 cm)[4]
- Oberösterreichisches Landesmuseum, Linz
- Collection Essl, Kunst der Gegenwart, Klosterneuburg
  - Passage-Reflet (1980) triptyque aquarelle 3 x (114 × 160 cm)[4]
  - Arles (2005) aquarelle (47 × 30 cm)[4]
  - Nîmes, la Cathédrale (2005) aquarelle (47 × 30 cm)[4]

France
- Musée d'art moderne de la ville de Paris
- Bibliothèque nationale de France[44]

Suisse-Liechtenstein
- Musée Jenisch de la ville de Vevey
- Kunstmuseum Liechtenstein, Vaduz

Corée
- Museum Seoul

Philippines
- Metropolitan Museum de Manille